# Oreodera roppai
Oreodera roppai là một loài bọ cánh cứng trong họ Cerambycidae.